# Bernikla rdzawoszyja
Bernikla rdzawoszyja (Branta ruficollis) – gatunek średniej wielkości wędrownego ptaka z podrodziny gęsi (Anserinae) w rodzinie kaczkowatych (Anatidae). Zamieszkuje północno-zachodnią Syberię, zimuje na wybrzeżu Morza Czarnego i Kaspijskiego.

## Systematyka
Takson ten bywał czasami umieszczany w monotypowym rodzaju Rufibrenta. Na wolności ptak ten hybrydyzuje się niekiedy z berniklą obrożną (B. bernicla). Nie wyróżnia się podgatunków.

## Zasięg występowania
Gniazduje na trzech półwyspach Rosji: Tajmyr (około 70% populacji), Gydańskim i Jamał. Środowiskiem życia jest lasotundra i tundra. Zimuje u wybrzeży Morza Czarnego i Kaspijskiego; przebywa wtedy na stepach. Nielicznie zimuje także na Węgrzech. Na zimowiska przybywa w październiku lub listopadzie. Do lat 50. XX wieku większość osobników zimowała na zachodnim wybrzeżu Morza Kaspijskiego, głównie w Azerbejdżanie, oraz w Iraku i Iranie; później jednak nastąpiła szybka zmiana obszarów zimowania i ptaki w przeważającej większości zaczęły zimować u zachodnich i północnych wybrzeży Morza Czarnego – w Bułgarii, Rumunii i na Ukrainie, w Azerbejdżanie już tylko nielicznie.
W Polsce pojawia się nielicznie na przelotach, choć z wyraźnym trendem wzrostowym – do 2011 roku stwierdzono jej obecność 220 razy, głównie w zachodniej części kraju (łącznie około 383 osobników). Szczególnie licznie obserwowano ją w Dolinie Baryczy (47 stwierdzeń). Większość obserwacji miała miejsce jesienią (głównie październik/listopad), mniej wiosną (głównie marzec), a jeszcze mniej zimą. Wzrastająca liczba stwierdzeń bernikli rdzawoszyjej spowodowała wykreślenie jej z listy gatunków podlegających weryfikacji przez Komisję Faunistyczną Sekcji Ornitologicznej Polskiego Towarzystwa Zoologicznego.

## Morfologia

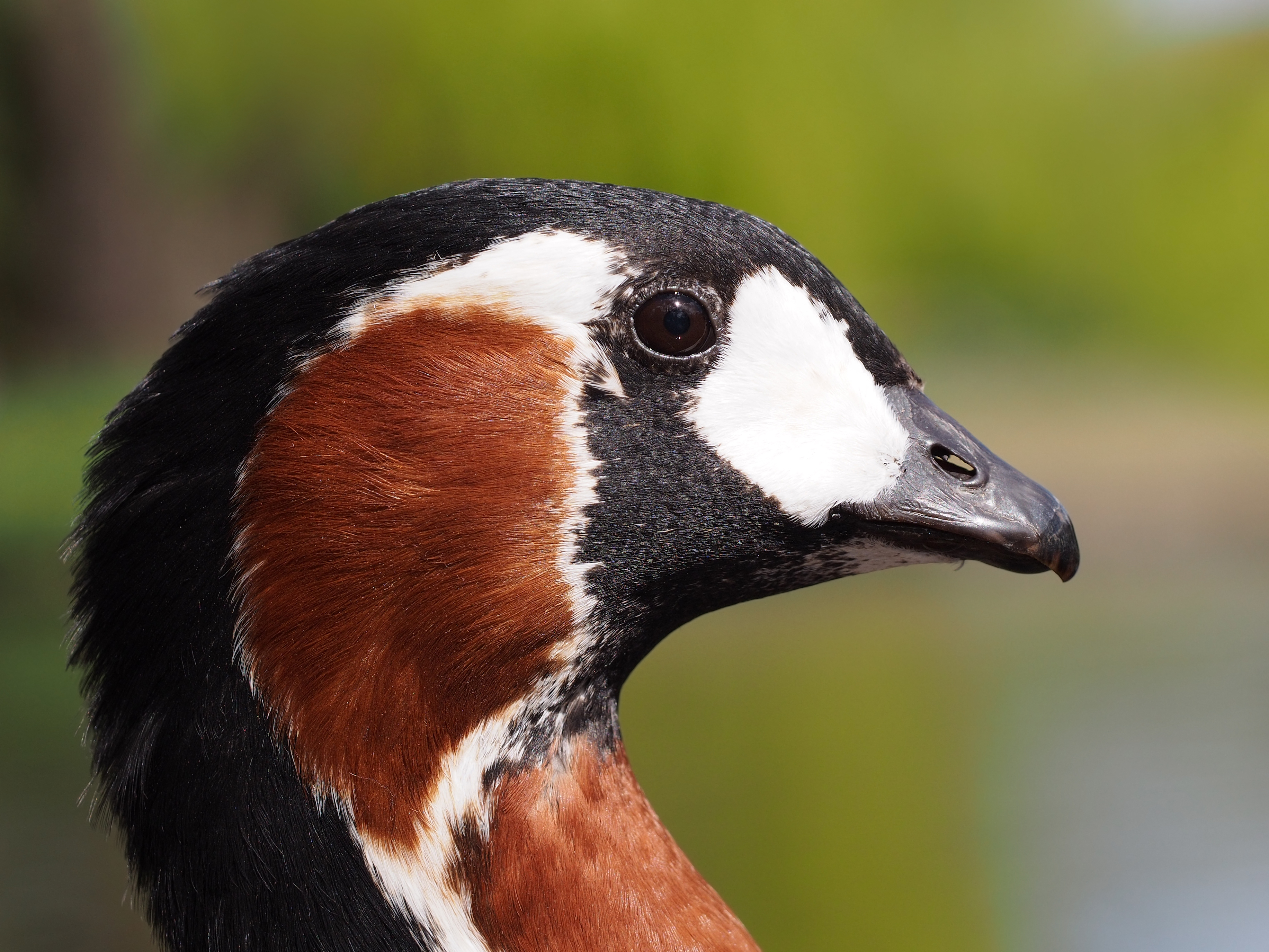
Głowa bernikli rdzawoszyjej

WyglądBrak dymorfizmu płciowego. Czoło, wierzch głowy, tył szyi, plecy i ogon oraz skrzydła czarne. Brzuch i pokrywy podogonowe białe. Na boku głowy duża, rdzawoczerwona, kwadratowa plama. Ten sam kolor mają przód i boki szyi oraz wole. Niemal wszystkie barwne połacie oddzielone szerokimi białymi pasami. Nogi i dziób czarne. Młode w szacie juwenalnej mają 4-5 wąskich, białych pasów na skrzydle, poza tym mają mniej rudego na policzkach.
Wymiary średnieDługość ciała ok. 53–56 cm; rozpiętość skrzydeł ok. 116–135 cm. Masa ciała u samic – 1058–1130 g, u samców – 1200–1625 g.

## Ekologia

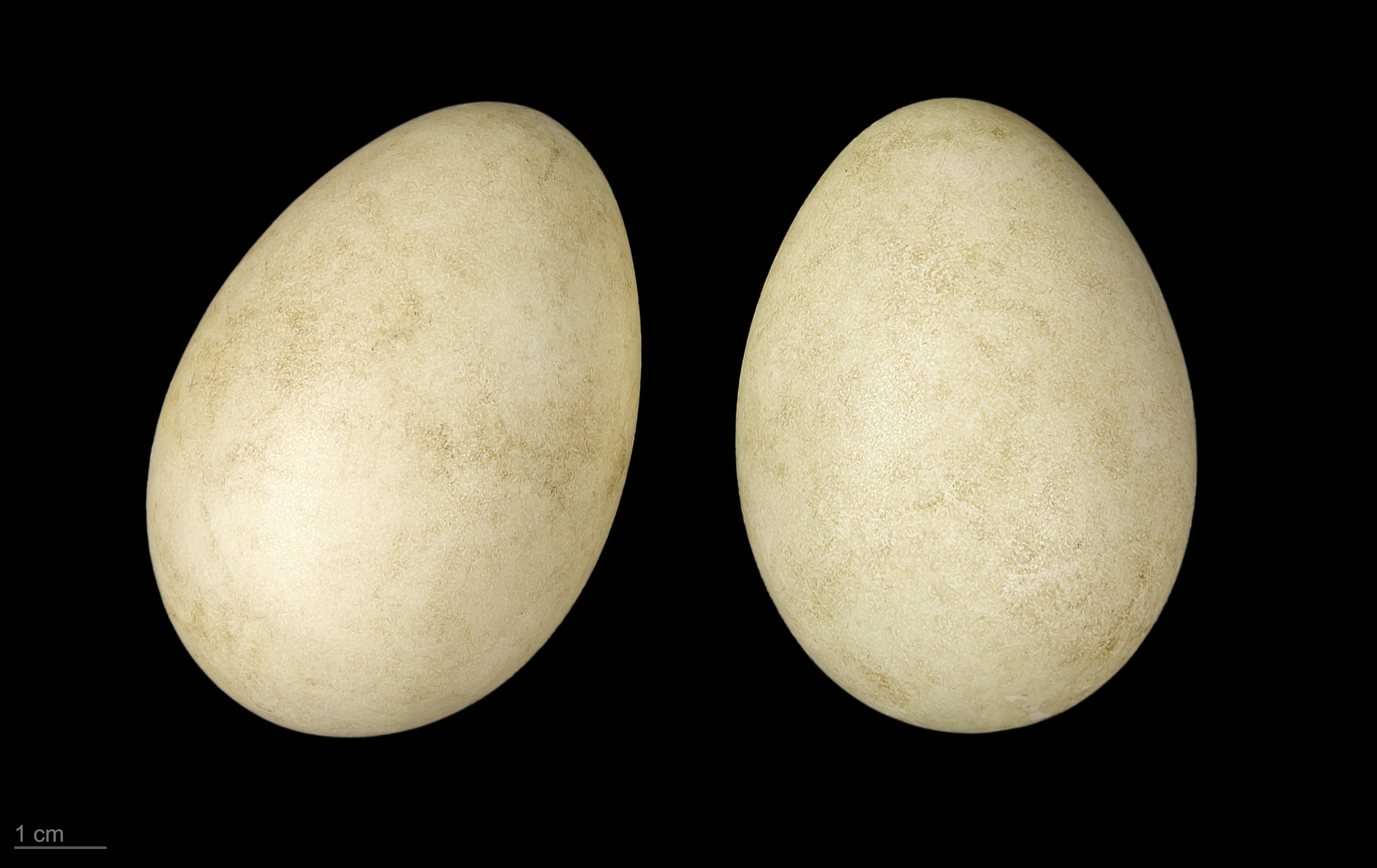
Jaja z kolekcji muzealnej

LęgiOkres lęgowy rozpoczyna się w czerwcu; młode są opierzone na przełomie sierpnia i września. Gniazda w luźnych koloniach; także w okolicy miejsc gniazdowania sokołów wędrownych (Falco peregrinus) i sów śnieżnych (Nyctea scandiaca), które zwiększają bezpieczeństwo gęsi i ich lęgu. W zniesieniu 3–10 jaj. Samica wysiaduje je przez około 25 dni. Młode są w pełni opierzone po około 5–6 tygodniach.
PożywienieŻywi się pokarmem roślinnym – zbożami, trawami i pączkami roślinnymi.

## Status i ochrona
W Czerwonej księdze gatunków zagrożonych Międzynarodowej Unii Ochrony Przyrody od 2015 roku bernikla rdzawoszyja jest klasyfikowana jako gatunek narażony (VU – Vulnerable); wcześniej, od 2007 roku uznawano ją za gatunek zagrożony (EN – Endangered), a od 1994 jako gatunek narażony (VU). W 2015 roku liczebność światowej populacji, według szacunków organizacji Wetlands International, wynosiła około 56 tysięcy osobników. Trend liczebności populacji uznawany jest za spadkowy. Główne zagrożenie dla gatunku to polowania, w mniejszym stopniu także pogorszenie jakości i utrata siedlisk żywieniowych i noclegowych na obszarach zimowania oraz zmiany klimatu.
W Polsce podlega ścisłej ochronie gatunkowej.